# Karin Wolff

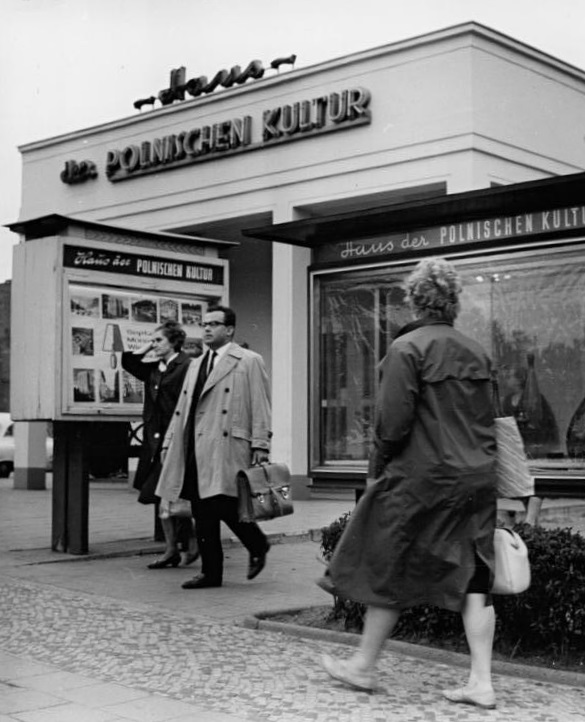
Dom Kultury Polskiej w Berlinie, w którym Karin Wolff zdała egzamin języka polskiego

Karin Wolff (ur. 1939 we Frankfurcie nad Odrą, zm. 29 lipca 2018 tamże) – niemiecka tłumaczka literatury polskiej.

## Życiorys
Po maturze ze względu na mieszczańskie pochodzenie nie została przyjęta na studia. Rozpoczęła więc pracę w fabryce mebli, gdzie nabawiła się choroby kręgosłupa. Zmuszona była przerwać pracę i uzyskała zgodę na rozpoczęcie studiów teologii ewangelickiej w Berlinie. Po złożeniu egzaminu przebywała przez 14 tygodni w klinice ortopedycznej, w trakcie leczenia opanowała samodzielnie podstawy języka polskiego. Egzamin z języka polskiego złożyła w Domu Kultury Polskiej w Berlinie. Mimo ukończonych studiów teologicznych, była ze względów zdrowotnych niezdolna do pracy w charakterze pastora. Zarabiała więc na życie jako lektorka w wydawnictwie ewangelickim, a także zajęła się tłumaczeniem literatury polskiej na język niemiecki.
Wspierała także opozycję solidarnościową w Polsce, w czasie swoich podróży do Warszawy i Gdańska przewoziła nielegalnie materiały i wydawnictwa. Używając pseudonimu „Czarny kot”, tłumaczyła uchwały i odezwy polskiej opozycji. Była obserwowana i namawiana do współpracy przez Stasi. 
Od 2002 roku była organizatorką Salonu Literatury Polskiej we Frankfurcie nad Odrą, gdzie mieszkała, podczas którego prezentowała przekłady wybitnych polskich autorów.
Zmarła we frankfurckim szpitalu, pochowana na głównym cmentarzu we Frankfurcie nad Odrą (Hauptfriedhof).

## Tłumaczenia
Karin Wolff przetłumaczyła ponad 200 dzieł literackich z języka polskiego na język niemiecki.
- Ludwik Jerzy Kern, Proszę słonia, 1972
- Maria Kownacka, Plastusiowy pamiętnik, 1972
- Krystyna Wituska, Na granicy życia i śmierci, 1973
- Jerzy Piechowski, Gwiazdy z Kraju Północy, 1974
- Jerzy Jan Piechowski, Trzecia pokusa, 1977
- Maria Kuncewiczowa, Gaj oliwny, 1978
- Andrzej Szczypiorski, Msza za miasto Arras, 1979
- Roman Brandstaetter, Krąg biblijny, 1975
- Julian Stryjkowski, Sen Azrila 1981
- Jan Twardowski, Geheimnis des Lächelns, 1981
- Roman Brandstaetter, Inne kwiatki świętego Franciszka z Asyżu 1981
- Roman Brandstaetter, Bardzo krótkie opowieści, 1982
- Roman Brandstaetter, Krąg biblijny, 1983
- Andrzej Stojowski, Tryumf Judyty, 1984
- Roman Brandstaetter, Prorok Jonasz, 1984
- Anna Kamieńska, Rękopis znaleziony we śnie wiersze, 1985
- Jan Dobraczyński, Bramy Lipska, 1985
- Jerzy Jan Piechowski, Dym czarnych świec, 1985
- Jerzy Ficowski, Gałązka z Drzewa Słońca, 1985
- Jerzy Ficowski, Odczytanie popiołów, wiersze, 1986
- Roman Brandstaetter, Walka Jakuba z Bogiem, 1989
- Leszek Prorok, Zapiski Psubrata
- Bronisława Wajs, Papusza, wiersze, 1992
- Helena Mniszkówna, Trędowata
- Władysław Szpilman, Pianista
- Karolina Lanckorońska, Wspomnienia wojenne
- Henryk Sienkiewicz, Wiry, 2005
- Gabriela Zapolska, Sezonowa miłość, 2008

## Ordery i odznaczenia
- Order Zasługi Republiki Federalnej Niemiec (1997)
- Krzyż Oficerski Orderu Zasługi Rzeczypospolitej Polskiej (1998)[7]
- Medal Wdzięczności Europejskiego Centrum Solidarności (2010)[3][8]
- Medal 30-lecia Solidarności
- Medal Kopernika
- Medal Amicus Poloniae

Źródło:.

## Nagrody i wyróżnienia
- Nagroda Polskiego PEN Clubu za całokształt pracy translatorskiej (1979)[10]
- Nagroda literacka ZAiKS-u dla tłumaczy (1984, 2004)[11]
- nagroda rządu Brandenburgii (Literaturförderpreis des landes Brandenburg) za przekłady i popularyzację kultury cygańskiej otrzymała (1995)
- Stypendium Ministra Kultury RP w dziedzinie literatury (2002, 2003)
- Nagroda Ministra Kultury za całokształt pracy translatorskiej i niekonwencjonalne przedstawianie kultury i literatury polskiej w Niemczech (2004)[12]
- Stypendia Szlezwika-Holsztynu i Berlina

Źródło:.

## Upamiętnienie
W 2022 jedna z sal seminaryjnych Europejskiego Uniwersytetu Viadrina we Frankfurcie nad Odrą otrzymała imię Karin Wolff.